# Charles B. Law
Charles Blakeslee Law (* 5. Februar 1872 in Hannibal, New York; † 15. September 1929 in Kattskill Bay, New York) war ein US-amerikanischer Jurist und Politiker. Zwischen 1905 und 1911 vertrat er den Bundesstaat New York im US-Repräsentantenhaus.

## Werdegang
Charles Blakeslee Law wurde ungefähr sechseinhalb Jahre nach dem Ende des Bürgerkrieges in Hannibal geboren. Er besuchte dort öffentliche Schulen und graduierte 1891 an der Colgate Academy. Dann ging er auf das Amherst College in Massachusetts, wo er 1895 seinen Abschluss machte. Danach studierte er in Rome und an der Cornell Law School in Ithaca Jura. Seine Zulassung als Anwalt erhielt er 1897 in Rochester. Im folgenden Jahr zog er nach Brooklyn, wo er als Anwalt tätig war.
Politisch gehörte er der Republikanischen Partei an. Bei den Kongresswahlen des Jahres 1904 wurde Law im vierten Wahlbezirk von New York in das US-Repräsentantenhaus in Washington, D.C. gewählt, wo er am 4. März 1905 die Nachfolge von Frank E. Wilson antrat. Er wurde zwei Mal in Folge wiedergewählt. Im Jahr 1910 erlitt er bei seiner dritten Wiederwahlkandidatur eine Niederlage und schied nach dem 3. März 1911 aus dem Kongress aus. Als Kongressabgeordneter hatte er den Vorsitz über das Committee on War Claims (61. Kongress).
Danach nahm er in Brooklyn wieder seine Tätigkeit als Anwalt auf. Er war in den Jahren 1912 und 1913 Sheriff in Kings County. Law war vom 1. Januar 1916 bis zum 1. Januar 1926 Richter am Stadtgericht (municipal court) von New York City. Danach war er in Brooklyn wieder als Anwalt tätig und verfolgte Bankgeschäfte. Er verstarb am 15. September 1929 an einem Herzinfarkt, als er um Mitternacht bei seinem Sommerhaus in Kattskill Bay bei Lake George schwimmen gegangen war. Sein Leichnam wurde auf dem Maple Grove Cemetery in Jordan, der Heimatstadt seiner Ehefrau Ilma Best (1875–1940), beigesetzt.